# БАТ-1
БАТ-1 — шляхопрокладач. Інженерна машина для прокладання військових шляхів та влаштування переходів через рови, канави, влаштування під'їздів до переправ та ін. Машина являла собою тягач АТ-Т із бульдозерним обладнанням в передній частині, та лебідкою, встановленою у кузові тягача, яка за допомогою тросів, піднімала та опускала бульдозерний відвал. Був замінений на БАТ-М.

## Призначення
Шляхопрокладач БАТ-1 призначений для виконання основних робіт при прокладанні військових шляхів, та ремонті доріг.
А саме:
- створення переходів через рови, яруги, канави, створення напів виїмок, напів насипів на схилах, та зменшення схилів на підходах до мостів та бродів;

- планування полотна дороги, викопування неглибоких кюветів, розчищення шляху від кущів, порослі та окремо стоячих дерев;

- чищення шляху від снігу, видалення верхнього шару ґрунту;

- вирівнювання полотна дороги;

- переміщення ґрунту при сплановуванні місцевості та будівництві фортифікаційних споруд;

- для викопування котлованів для самоокопування.

## Тактико-технічні характеристики
База - артилерійський тягач АТ-Т.
Габарити:
довжина з лижею - 10м.
довжина без лижі - 8,9м.
ширина максимальна (у бульдозерному положенні) - 4,78м.
ширина мінімальна (по рамі) - 3,8м.
висота (по кабіні) - 2,85м.
Вага - 25,3т.
Робочий орган - комбінований бульдозер з лижею, може мати 2 положення - двовідвальне, або бульдозерне.
Механізм піднімання та опускання відвалу- восьмикратна поліспаста
Привід механізму піднімання та опускання відвалу- однобарабанна фрикційна лебідка.
Механізм поперечного перекосу робочого органу- редукторно - рейковий.
Залога (екіпаж)- 2 людини.
Швидкість:
максимальна, по шосе- 35,5 км/год.
по грутовій дорозі  20- 25 км/год.
чищення колонного шляху від снігу, при товщині снігового покриву до 0,8м   4-10 км/год.
видалення верхнього шару ґрунту, товщиною до 10см.  4-5 км/год.
Продуктивність машини при переміщенні ґрунту  від 120 до 400 м3.